# Kościół Najświętszego Serca Pana Jezusa w Wieściszowicach
Kościół Najświętszego Serca Pana Jezusa – rzymskokatolicki kościół filialny parafii św. Augustyna w Ciechanowicach, mieszczący się w Wieściszowicach w dekanacie Kamienna Góra Wschód w diecezji legnickiej.

## Historia
Kościół wzniesiony przez ewangelików w 1859 r. Jest to budowla z prostokątną nawą, otoczona z trzech stron drewnianą  emporą, wielobocznie zamkniętą  absydą i wieżą na osi korpusu zakończoną drewnianą makowicą i zwieńczoną iglicowym hełmem. We wnętrzu zachowały się m.in.: neogotycki ołtarz, oraz prospekt organowy z połowy XIX w., eklektyczna chrzcielnica z końca XIX w., barokowy obraz olejny z XVIII w.